# کربن شیشه‌ای

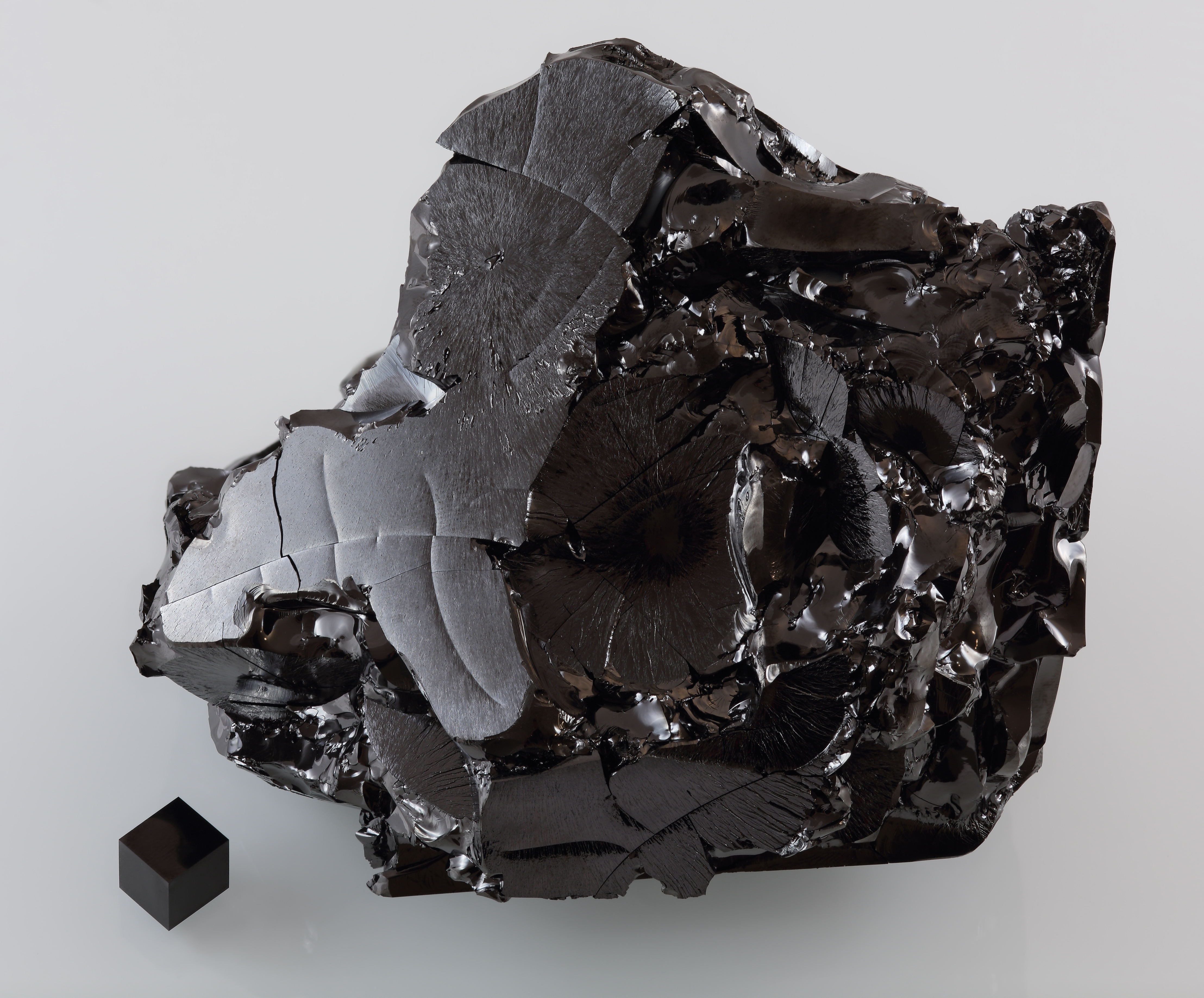
نمونه‌ای بزرگ از کربن شیشه‌ای

کربن شیشه‌ای (به انگلیسی: Glassy carbon) یک دگرشکل کربن است که برای استفاده تجاری، با تخریب کنترل شده پلیمرهای مشخص در دماهای بین نهصد تا هزار درجه سانتیگراد تهیه می‌شود. به بیان دیگر کربن شیشه‌ای، به یک خانواده از دگرشکل‌های کربن که بی نظم هستند و شبیه شیشه می‌باشند گفته می‌شود که به راحتی قابل پرداخت هستند. آن‌ها ظاهری سیاه و براق دارند. به دلیل اینکه این دگرشکل از کربن به روش‌های مختلفی تهیه می‌شوند، خصوصیات متنوعی نیز دارند. خصوصیات آنها به نوع پیش ماده پلیمری و به طور ویژه به شرایط تهیه آنها بستگی دارد. از ویژگی‌های کربن شیشه‌ای می‌توان به داشتن ساختار دانه‌ای، نسبتاً سخت بودن، هادی حرارتی بودن، نفوذ ناپذیری، سازگاری با ترکیبات زیستی و پایداری در دماهای بالا اشاره کرد. چگالی ظاهری کربن شیشه‌ای صرف نظر از دمای اعمال شده در گستره‌ای بین ۱٫۵۰-۱٫۴۶ گرم بر سانتی مترمکعب است که نشان می‌دهد که در کربن شیشه‌ای یک سری حفره در زمینه آن وجود دارد. بر طبق یک مدل ارائه شده، ساختارهای ریز کربن شیشه‌ای از یک سری نوار یا میکروفیبرهای شبیه گرافیت که درهم پیچیده‌اند تشکیل شده است. یک کربن شیشه‌ای مشابه ساختار زنجیره پلیمری است که از آن تهیه شده است. به خاطر ساختارهای ریز نواری در هم پیچیده، جنکینز و کاوامورا استدلال کردند که کربن شیشه‌ای حتی در دماهای بالای سه هزار درجه سانتیگراد به طور کامل گرافیتی نیست. مطالعات به وسیله پرتو ایکس نشان می‌دهد که مابین نوارهای گرافیت شکل، اتمهای کربن در یک ساختار لانه زنبوری از لایه‌های گرافین منظم شده‌اند. مطالعهٔ دقیق و جزئی ساختاری نشان داده است که کربن شیشه‌ای یک شبکه از ساختارهای حفره دار به هم چسبیده دارد. وابستگی دمای هدایت الکتریکی کربن شیشه‌ای در دماهای مختلف نشان دهنده این است که رفتار کلی در بسیاری از کربن‌های بی نظم دیده می‌شود.